# Пюнятъяха
Пюнятъяха (устар. Пюнят-Яха) — река в России, протекает по Ямало-Ненецкому АО. Устье реки находится на 25 км протоки Яёшонся, впадающей справа в Харампур на 135 км. Длина реки составляет 32 км.

## Данные водного реестра
По данным государственного водного реестра России относится к Нижнеобскому бассейновому округу, водохозяйственный участок реки — Пур. Речной бассейн реки — Пур.
Код объекта в государственном водном реестре — 15040000112115300058500.